# Rhamphomyia lamellata
Rhamphomyia lamellata là một loài ruồi, trong họ Empididae. Nó được tìm thấy ở Vương quốc Anh (1707-1801)|Vương quốc Anh và Ireland, Đức, Switzeland, cộng hòa Séc, Slovakia và Hungary.

## Hình ảnh

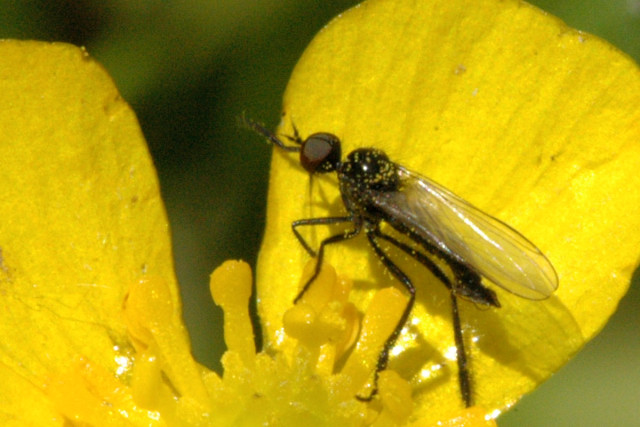